# Sociedade Esportiva Nova Andradina
La Sociedade Esportiva Nova Andradina es un equipo de fútbol de Brasil que actualmente se encuentra inactivo.

## Historia
Fue fundado el 19 de mayo de 1989 en el municipio de Nova Andradina del estado de Mato Grosso del Sur, donde en ese mismo año se integra a los torneos estatales.
En 1992 obtiene el ascenso al Campeonato Sul-Matogrossense por primera vez, temporada en la que gana su primer título estatal. Pudo haber clasificado al Campeonato Brasileño de Serie C de 1993, pero la tercera división nacional no se jugó en ese año.
El club desciende de la primera división estatal en 2002 y estuvo inactivo por varios años hasta que regresa en 2008 y gana el título de la segunda división estatal, donde juega hasta que en 2010 abandona los torneos estatales por falta de apoyo financiero, aunque desde en año 2017 se trabaja para el retorno del club a las competiciones estatales.

## Palmarés
- Campeonato Sul-Matogrossense: 1

1992
- Campeonato Sul-Matogrossense de Segunda División: 1

2008

## Jugadores

### Jugadores destacados
- Ercílio Carreira Mendes[3]